# Locura (álbum)
Locura es el quinto álbum de estudio del grupo musical de Argentina Virus, lanzado el 25 de octubre de 1985. Es el disco más sofisticado y de mayor temática sexual de Virus, el favorito del vocalista y líder Federico Moura y el más exitoso en ventas, con más de 200.000 copias vendidas en Argentina.
A partir de Locura, Virus se une a las invasiones argentinas que estaban conquistando musicalmente América, y acompañará a sus coterráneos Soda Stereo, Miguel Mateos/ZAS, Enanitos Verdes, GIT y Los Violadores, entre otros.
Locura pasó a la historia como uno de los mejores álbumes de toda la historia del rock ya no argentino, sino iberoamericano: puesto 158° en la clasificación de los 250 mejores álbumes del rock en Iberoamérica hecho por la revista estadounidense Al Borde en 2006.
En tanto que una de las canciones incluidas en el álbum, «Una luna de miel en la mano», también quedó como una de los mejores en la historia del rock en español: puesto 62° en la clasificación de las 100 mejores canciones del rock argentino por la Rolling Stone Argentina y MTV en 2002 y puesto 131° en las 500 mejores canciones de la historia del rock en Iberoamérica por Al Borde en 2006.

## Descripción
El disco se iba a llamar originalmente Pecados. Cuando iban a registrarlo, los hermanos Moura decidieron cambiar el título por el que hoy es conocido. La grabación se realizó en Buenos Aires y fue mezclado en Nueva York. Cachorro López participó como invitado.
Se caracterizó por ser innovador, provocador y seductor. Fue el preferido de Federico Moura y el de mayor contenido sexual. Musicalmente, contiene innovadoras canciones con un estilo electrónico.
La presentación del disco fue en el Teatro Ópera en los días 12, 13, 14 y 15 de diciembre de 1985. Con puesta de luces a cargo de Fernando Bustillo y el vestuario a cargo de Adriana San Román.
Locura fue un rotundo éxito y vendió más de 200.000 copias. Varias de las canciones del álbum se convirtieron en éxitos del grupo, como «Pronta entrega», «Sin disfraz», «Destino circular», «Tomo lo que encuentro» y «Una luna de miel en la mano». De las diez canciones más escuchadas de Virus en la plataforma Spotify, la mitad pertenecen a este disco.
El álbum llevó a Virus a su reconocimiento internacional y a realizar giras en varios países de Latinoamérica.

## Lista de canciones
| N.º   | Título                        | Música          | Escritor(es)                     | Duración |  |
| 1.    | «Pronta entrega»              | Julio Moura     | Federico Moura                   | 4:34     |  |
| 2.    | «Tomo lo que encuentro»       | Julio Moura     | Roberto Jacoby                   | 4:16     |  |
| 3.    | «Pecados para dos»            | Enrique Mugetti | Enrique Mugetti y Roberto Jacoby | 3:57     |  |
| 4.    | «Destino circular»            | Julio Moura     | Roberto Jacoby y Federico Moura  | 3:43     |  |
| 5.    | «Una luna de miel en la mano» | Federico Moura  | Eduardo Costa                    | 5:17     |  |
| 6.    | «Dicha feliz»                 | Federico Moura  | Roberto Jacoby                   | 3:34     |  |
| 7.    | «Sin disfraz»                 | Federico Moura  | Roberto Jacoby                   | 5:29     |  |
| 8.    | «Lugares comunes»             | Julio Moura     | Federico Moura                   | 3:13     |  |
| 34:00 |                               |                 |                                  |          |  |

## Créditos
- Federico Moura: voz principal y coros, sintetizador.
- Julio Moura: guitarra eléctrica y piano.
- Marcelo Moura: sintetizadores.
- Daniel Sbarra: sintetizadores, clave, pandereta y coros.
- Enrique Mugetti: bajo y sintetizador.
- Mario Serra: batería híbrida y caja de ritmos.

Músicos invitados
- Cachorro López: bajo en «Dicha feliz».
- Daniel Freiberg: sintetizadores en «Dicha feliz».